# 1966年のワールドシリーズ
1966年の野球において、メジャーリーグベースボール（MLB）優勝決定戦の第63回ワールドシリーズ（英語: 63rd World Series）は、10月5日から9日にかけて計4試合が開催された。その結果、ボルチモア・オリオールズ（アメリカンリーグ）がロサンゼルス・ドジャース（ナショナルリーグ）を4勝0敗で下し、球団創設66年目で初の優勝を果たした。
両チームの対戦はシリーズ史上初めて。オリオールズは、前回のシリーズ出場時はミズーリ州セントルイスを本拠地都市とする "セントルイス・ブラウンズ" として活動しており、メリーランド州ボルチモアに移転してオリオールズとなってからは今回が13年目で初のシリーズ出場だった。今シリーズではオリオールズ投手陣がドジャース打線を封じ込んでおり、シリーズ防御率0.50および33イニング連続無失点はいずれも当時のシリーズ史上最高記録である。また、相手に1イニングもリードを許さないまま優勝したのは1963年のドジャース以来史上2球団目であり、今シリーズでは初戦の初回表に3点を奪ったあと全4試合を通じて2点しか失っていない。シリーズMVPには、第4戦で先制・決勝のソロ本塁打を放つなど、4試合で打率.286・2本塁打・3打点・OPS 1.232という成績を残したオリオールズのフランク・ロビンソンが選出された。

## 試合結果
1966年のワールドシリーズは10月5日に開幕し、途中に移動日を挟んで5日間で4試合が行われた。日程・結果は以下の通り。
| 日付                                                          | 試合  | ビジター球団（先攻）     | スコア | ホーム球団（後攻）       | 開催球場               | 開催球場                                   |
| ------------------------------------------------------------- | ----- | ------------------------ | ------ | ------------------------ | ---------------------- | ------------------------------------------ |
| 10月05日（水）                                                | 第1戦 | ボルチモア・オリオールズ | 5－2   | ロサンゼルス・ドジャース | ドジャー・スタジアム   | ドジャー・スタジアムメモリアル・スタジアム |
| 10月06日（木）                                                | 第2戦 | ボルチモア・オリオールズ | 6－0   | ロサンゼルス・ドジャース | ドジャー・スタジアム   | ドジャー・スタジアムメモリアル・スタジアム |
| 10月07日（金）                                                |       | 移動日                   | 移動日 | 移動日                   |                        | ドジャー・スタジアムメモリアル・スタジアム |
| 10月08日（土）                                                | 第3戦 | ロサンゼルス・ドジャース | 0－1   | ボルチモア・オリオールズ | メモリアル・スタジアム | ドジャー・スタジアムメモリアル・スタジアム |
| 10月09日（日）                                                | 第4戦 | ロサンゼルス・ドジャース | 0－1   | ボルチモア・オリオールズ | メモリアル・スタジアム | ドジャー・スタジアムメモリアル・スタジアム |
| 優勝：ボルチモア・オリオールズ（4勝0敗 / 球団創設66年目で初） |       |                          |        |                          |                        | ドジャー・スタジアムメモリアル・スタジアム |

### 第1戦 10月5日
- ドジャー・スタジアム（カリフォルニア州ロサンゼルス）

|                          | 1 | 2 | 3 | 4 | 5 | 6 | 7 | 8 | 9 | R | H | E |
| ------------------------ | - | - | - | - | - | - | - | - | - | - | - | - |
| ボルチモア・オリオールズ | 3 | 1 | 0 | 1 | 0 | 0 | 0 | 0 | 0 | 5 | 9 | 0 |
| ロサンゼルス・ドジャース | 0 | 1 | 1 | 0 | 0 | 0 | 0 | 0 | 0 | 2 | 3 | 0 |

1. 勝利：モー・ドラボウスキー（1勝）
2. 敗戦：ドン・ドライスデール（1敗）
3. 本塁打
BAL：フランク・ロビンソン1号2ラン、ブルックス・ロビンソン1号ソロ
4. 審判
［球審］ビル・ジャッコウスキー（NL）
［塁審］一塁: ネスター・チャイラク（AL）、二塁: クリス・ペレコダス（NL）、三塁: ジョン・ライス（AL）
［外審］左翼: メル・スタイナー（NL）、右翼: カル・ドラモンド（AL）
5. 試合時間: 2時間56分  観客: 5万5941人
詳細: MLB.com Gameday / Baseball-Reference.com

| ボルチモア・オリオールズ | ボルチモア・オリオールズ | ボルチモア・オリオールズ | ボルチモア・オリオールズ | ボルチモア・オリオールズ                                                                                                | ロサンゼルス・ドジャース | ロサンゼルス・ドジャース | ロサンゼルス・ドジャース | ロサンゼルス・ドジャース | ロサンゼルス・ドジャース                                                                                          |
| ------------------------ | ------------------------ | ------------------------ | ------------------------ | --- | ------------------------ | ------------------------ | ------------------------ | ------------------------ | --- |
| 打順                     | 守備                     | 選手                     | 打席                     | D・マクナリーA・エチェバレンB・パウエルD・ジョンソンB・ロビンソンL・アパリシオC・ブレファリーR・スナイダーF・ロビンソン | 打順                     | 守備                     | 選手                     | 打席                     | D・ドライスデールJ・ローズボロW・パーカーJ・ラフィーバーJ・ギリアムM・ウィルスT・デービスW・デービスL・ジョンソン |
| 1                        | 遊                       | L・アパリシオ            | 右                       | D・マクナリーA・エチェバレンB・パウエルD・ジョンソンB・ロビンソンL・アパリシオC・ブレファリーR・スナイダーF・ロビンソン | 1                        | 遊                       | M・ウィルス              | 両                       | D・ドライスデールJ・ローズボロW・パーカーJ・ラフィーバーJ・ギリアムM・ウィルスT・デービスW・デービスL・ジョンソン |
| 2                        | 中                       | R・スナイダー            | 左                       | D・マクナリーA・エチェバレンB・パウエルD・ジョンソンB・ロビンソンL・アパリシオC・ブレファリーR・スナイダーF・ロビンソン | 2                        | 中                       | W・デービス              | 左                       | D・ドライスデールJ・ローズボロW・パーカーJ・ラフィーバーJ・ギリアムM・ウィルスT・デービスW・デービスL・ジョンソン |
| 3                        | 右                       | F・ロビンソン            | 右                       | D・マクナリーA・エチェバレンB・パウエルD・ジョンソンB・ロビンソンL・アパリシオC・ブレファリーR・スナイダーF・ロビンソン | 3                        | 右                       | L・ジョンソン            | 右                       | D・ドライスデールJ・ローズボロW・パーカーJ・ラフィーバーJ・ギリアムM・ウィルスT・デービスW・デービスL・ジョンソン |
| 4                        | 三                       | B・ロビンソン            | 右                       | D・マクナリーA・エチェバレンB・パウエルD・ジョンソンB・ロビンソンL・アパリシオC・ブレファリーR・スナイダーF・ロビンソン | 4                        | 左                       | T・デービス              | 右                       | D・ドライスデールJ・ローズボロW・パーカーJ・ラフィーバーJ・ギリアムM・ウィルスT・デービスW・デービスL・ジョンソン |
| 5                        | 一                       | B・パウエル              | 左                       | D・マクナリーA・エチェバレンB・パウエルD・ジョンソンB・ロビンソンL・アパリシオC・ブレファリーR・スナイダーF・ロビンソン | 5                        | 二                       | J・ラフィーバー          | 両                       | D・ドライスデールJ・ローズボロW・パーカーJ・ラフィーバーJ・ギリアムM・ウィルスT・デービスW・デービスL・ジョンソン |
| 6                        | 左                       | C・ブレファリー          | 左                       | D・マクナリーA・エチェバレンB・パウエルD・ジョンソンB・ロビンソンL・アパリシオC・ブレファリーR・スナイダーF・ロビンソン | 6                        | 一                       | W・パーカー              | 両                       | D・ドライスデールJ・ローズボロW・パーカーJ・ラフィーバーJ・ギリアムM・ウィルスT・デービスW・デービスL・ジョンソン |
| 7                        | 二                       | D・ジョンソン            | 右                       | D・マクナリーA・エチェバレンB・パウエルD・ジョンソンB・ロビンソンL・アパリシオC・ブレファリーR・スナイダーF・ロビンソン | 7                        | 三                       | J・ギリアム              | 両                       | D・ドライスデールJ・ローズボロW・パーカーJ・ラフィーバーJ・ギリアムM・ウィルスT・デービスW・デービスL・ジョンソン |
| 8                        | 捕                       | A・エチェバレン          | 右                       | D・マクナリーA・エチェバレンB・パウエルD・ジョンソンB・ロビンソンL・アパリシオC・ブレファリーR・スナイダーF・ロビンソン | 8                        | 捕                       | J・ローズボロ            | 左                       | D・ドライスデールJ・ローズボロW・パーカーJ・ラフィーバーJ・ギリアムM・ウィルスT・デービスW・デービスL・ジョンソン |
| 9                        | 投                       | D・マクナリー            | 右                       | D・マクナリーA・エチェバレンB・パウエルD・ジョンソンB・ロビンソンL・アパリシオC・ブレファリーR・スナイダーF・ロビンソン | 9                        | 投                       | D・ドライスデール        | 右                       | D・ドライスデールJ・ローズボロW・パーカーJ・ラフィーバーJ・ギリアムM・ウィルスT・デービスW・デービスL・ジョンソン |
| 先発投手                 | 先発投手                 | 先発投手                 | 投球                     | D・マクナリーA・エチェバレンB・パウエルD・ジョンソンB・ロビンソンL・アパリシオC・ブレファリーR・スナイダーF・ロビンソン | 先発投手                 | 先発投手                 | 先発投手                 | 投球                     | D・ドライスデールJ・ローズボロW・パーカーJ・ラフィーバーJ・ギリアムM・ウィルスT・デービスW・デービスL・ジョンソン |
| D・マクナリー            | D・マクナリー            | D・マクナリー            | 左                       | D・マクナリーA・エチェバレンB・パウエルD・ジョンソンB・ロビンソンL・アパリシオC・ブレファリーR・スナイダーF・ロビンソン | D・ドライスデール        | D・ドライスデール        | D・ドライスデール        | 右                       | D・ドライスデールJ・ローズボロW・パーカーJ・ラフィーバーJ・ギリアムM・ウィルスT・デービスW・デービスL・ジョンソン |

### 第2戦 10月6日
- ドジャー・スタジアム（カリフォルニア州ロサンゼルス）

|                          | 1 | 2 | 3 | 4 | 5 | 6 | 7 | 8 | 9 | R | H | E |
| ------------------------ | - | - | - | - | - | - | - | - | - | - | - | - |
| ボルチモア・オリオールズ | 0 | 0 | 0 | 0 | 3 | 1 | 0 | 2 | 0 | 6 | 8 | 0 |
| ロサンゼルス・ドジャース | 0 | 0 | 0 | 0 | 0 | 0 | 0 | 0 | 0 | 0 | 4 | 6 |

1. 勝利：ジム・パーマー（1勝）
2. 敗戦：サンディー・コーファックス（1敗）
3. 審判
［球審］ネスター・チャイラク（AL）
［塁審］一塁: クリス・ペレコダス（NL）、二塁: ジョン・ライス（AL）、三塁: メル・スタイナー（NL）
［外審］左翼: カル・ドラモンド（AL）、右翼: ビル・ジャッコウスキー（NL）
4. 試合時間: 2時間26分  観客: 5万5947人
詳細: MLB.com Gameday / Baseball-Reference.com

| ボルチモア・オリオールズ | ボルチモア・オリオールズ | ボルチモア・オリオールズ | ボルチモア・オリオールズ | ボルチモア・オリオールズ                                                                                            | ロサンゼルス・ドジャース | ロサンゼルス・ドジャース | ロサンゼルス・ドジャース | ロサンゼルス・ドジャース | ロサンゼルス・ドジャース                                                                                            |
| ------------------------ | ------------------------ | ------------------------ | ------------------------ | --- | ------------------------ | ------------------------ | ------------------------ | ------------------------ | --- |
| 打順                     | 守備                     | 選手                     | 打席                     | J・パーマーA・エチェバレンB・パウエルD・ジョンソンB・ロビンソンL・アパリシオC・ブレファリーP・ブレアーF・ロビンソン | 打順                     | 守備                     | 選手                     | 打席                     | S・コーファックスJ・ローズボロW・パーカーJ・ラフィーバーJ・ギリアムM・ウィルスL・ジョンソンW・デービスR・フェアリー |
| 1                        | 遊                       | L・アパリシオ            | 右                       | J・パーマーA・エチェバレンB・パウエルD・ジョンソンB・ロビンソンL・アパリシオC・ブレファリーP・ブレアーF・ロビンソン | 1                        | 遊                       | M・ウィルス              | 両                       | S・コーファックスJ・ローズボロW・パーカーJ・ラフィーバーJ・ギリアムM・ウィルスL・ジョンソンW・デービスR・フェアリー |
| 2                        | 左                       | C・ブレファリー          | 左                       | J・パーマーA・エチェバレンB・パウエルD・ジョンソンB・ロビンソンL・アパリシオC・ブレファリーP・ブレアーF・ロビンソン | 2                        | 三                       | J・ギリアム              | 両                       | S・コーファックスJ・ローズボロW・パーカーJ・ラフィーバーJ・ギリアムM・ウィルスL・ジョンソンW・デービスR・フェアリー |
| 3                        | 右                       | F・ロビンソン            | 右                       | J・パーマーA・エチェバレンB・パウエルD・ジョンソンB・ロビンソンL・アパリシオC・ブレファリーP・ブレアーF・ロビンソン | 3                        | 中                       | W・デービス              | 左                       | S・コーファックスJ・ローズボロW・パーカーJ・ラフィーバーJ・ギリアムM・ウィルスL・ジョンソンW・デービスR・フェアリー |
| 4                        | 三                       | B・ロビンソン            | 右                       | J・パーマーA・エチェバレンB・パウエルD・ジョンソンB・ロビンソンL・アパリシオC・ブレファリーP・ブレアーF・ロビンソン | 4                        | 右                       | R・フェアリー            | 左                       | S・コーファックスJ・ローズボロW・パーカーJ・ラフィーバーJ・ギリアムM・ウィルスL・ジョンソンW・デービスR・フェアリー |
| 5                        | 一                       | B・パウエル              | 左                       | J・パーマーA・エチェバレンB・パウエルD・ジョンソンB・ロビンソンL・アパリシオC・ブレファリーP・ブレアーF・ロビンソン | 5                        | 二                       | J・ラフィーバー          | 両                       | S・コーファックスJ・ローズボロW・パーカーJ・ラフィーバーJ・ギリアムM・ウィルスL・ジョンソンW・デービスR・フェアリー |
| 6                        | 二                       | D・ジョンソン            | 右                       | J・パーマーA・エチェバレンB・パウエルD・ジョンソンB・ロビンソンL・アパリシオC・ブレファリーP・ブレアーF・ロビンソン | 6                        | 左                       | L・ジョンソン            | 右                       | S・コーファックスJ・ローズボロW・パーカーJ・ラフィーバーJ・ギリアムM・ウィルスL・ジョンソンW・デービスR・フェアリー |
| 7                        | 中                       | P・ブレアー              | 右                       | J・パーマーA・エチェバレンB・パウエルD・ジョンソンB・ロビンソンL・アパリシオC・ブレファリーP・ブレアーF・ロビンソン | 7                        | 捕                       | J・ローズボロ            | 左                       | S・コーファックスJ・ローズボロW・パーカーJ・ラフィーバーJ・ギリアムM・ウィルスL・ジョンソンW・デービスR・フェアリー |
| 8                        | 捕                       | A・エチェバレン          | 右                       | J・パーマーA・エチェバレンB・パウエルD・ジョンソンB・ロビンソンL・アパリシオC・ブレファリーP・ブレアーF・ロビンソン | 8                        | 一                       | W・パーカー              | 両                       | S・コーファックスJ・ローズボロW・パーカーJ・ラフィーバーJ・ギリアムM・ウィルスL・ジョンソンW・デービスR・フェアリー |
| 9                        | 投                       | J・パーマー              | 右                       | J・パーマーA・エチェバレンB・パウエルD・ジョンソンB・ロビンソンL・アパリシオC・ブレファリーP・ブレアーF・ロビンソン | 9                        | 投                       | S・コーファックス        | 右                       | S・コーファックスJ・ローズボロW・パーカーJ・ラフィーバーJ・ギリアムM・ウィルスL・ジョンソンW・デービスR・フェアリー |
| 先発投手                 | 先発投手                 | 先発投手                 | 投球                     | J・パーマーA・エチェバレンB・パウエルD・ジョンソンB・ロビンソンL・アパリシオC・ブレファリーP・ブレアーF・ロビンソン | 先発投手                 | 先発投手                 | 先発投手                 | 投球                     | S・コーファックスJ・ローズボロW・パーカーJ・ラフィーバーJ・ギリアムM・ウィルスL・ジョンソンW・デービスR・フェアリー |
| J・パーマー              | J・パーマー              | J・パーマー              | 右                       | J・パーマーA・エチェバレンB・パウエルD・ジョンソンB・ロビンソンL・アパリシオC・ブレファリーP・ブレアーF・ロビンソン | S・コーファックス        | S・コーファックス        | S・コーファックス        | 左                       | S・コーファックスJ・ローズボロW・パーカーJ・ラフィーバーJ・ギリアムM・ウィルスL・ジョンソンW・デービスR・フェアリー |

### 第3戦 10月8日
- メモリアル・スタジアム（メリーランド州ボルチモア）

|                          | 1 | 2 | 3 | 4 | 5 | 6 | 7 | 8 | 9 | R | H | E |
| ------------------------ | - | - | - | - | - | - | - | - | - | - | - | - |
| ロサンゼルス・ドジャース | 0 | 0 | 0 | 0 | 0 | 0 | 0 | 0 | 0 | 0 | 6 | 0 |
| ボルチモア・オリオールズ | 0 | 0 | 0 | 0 | 1 | 0 | 0 | 0 | X | 1 | 3 | 0 |

1. 勝利：ウォーリー・バンカー（1勝）
2. 敗戦：クロード・オスティーン（1敗）
3. 本塁打
BAL：ポール・ブレアー1号ソロ
4. 審判
［球審］クリス・ペレコダス（NL）
［塁審］一塁: ジョン・ライス（AL）、二塁: メル・スタイナー（NL）、三塁: カル・ドラモンド（AL）
［外審］左翼: ビル・ジャッコウスキー（NL）、右翼: ネスター・チャイラク（AL）
5. 試合時間: 1時間55分  観客: 5万4445人
詳細: MLB.com Gameday / Baseball-Reference.com

| ロサンゼルス・ドジャース | ロサンゼルス・ドジャース | ロサンゼルス・ドジャース | ロサンゼルス・ドジャース | ロサンゼルス・ドジャース                                                                                          | ボルチモア・オリオールズ | ボルチモア・オリオールズ | ボルチモア・オリオールズ | ボルチモア・オリオールズ | ボルチモア・オリオールズ                                                                                            |
| ------------------------ | ------------------------ | ------------------------ | ------------------------ | --- | ------------------------ | ------------------------ | ------------------------ | ------------------------ | --- |
| 打順                     | 守備                     | 選手                     | 打席                     | C・オスティーンJ・ローズボロW・パーカーJ・ラフィーバーJ・ケネディM・ウィルスL・ジョンソンW・デービスR・フェアリー | 打順                     | 守備                     | 選手                     | 打席                     | W・バンカーA・エチェバレンB・パウエルD・ジョンソンB・ロビンソンL・アパリシオC・ブレファリーP・ブレアーF・ロビンソン |
| 1                        | 遊                       | M・ウィルス              | 両                       | C・オスティーンJ・ローズボロW・パーカーJ・ラフィーバーJ・ケネディM・ウィルスL・ジョンソンW・デービスR・フェアリー | 1                        | 遊                       | L・アパリシオ            | 右                       | W・バンカーA・エチェバレンB・パウエルD・ジョンソンB・ロビンソンL・アパリシオC・ブレファリーP・ブレアーF・ロビンソン |
| 2                        | 一                       | W・パーカー              | 両                       | C・オスティーンJ・ローズボロW・パーカーJ・ラフィーバーJ・ケネディM・ウィルスL・ジョンソンW・デービスR・フェアリー | 2                        | 左                       | C・ブレファリー          | 左                       | W・バンカーA・エチェバレンB・パウエルD・ジョンソンB・ロビンソンL・アパリシオC・ブレファリーP・ブレアーF・ロビンソン |
| 3                        | 中                       | W・デービス              | 左                       | C・オスティーンJ・ローズボロW・パーカーJ・ラフィーバーJ・ケネディM・ウィルスL・ジョンソンW・デービスR・フェアリー | 3                        | 右                       | F・ロビンソン            | 右                       | W・バンカーA・エチェバレンB・パウエルD・ジョンソンB・ロビンソンL・アパリシオC・ブレファリーP・ブレアーF・ロビンソン |
| 4                        | 右                       | R・フェアリー            | 左                       | C・オスティーンJ・ローズボロW・パーカーJ・ラフィーバーJ・ケネディM・ウィルスL・ジョンソンW・デービスR・フェアリー | 4                        | 三                       | B・ロビンソン            | 右                       | W・バンカーA・エチェバレンB・パウエルD・ジョンソンB・ロビンソンL・アパリシオC・ブレファリーP・ブレアーF・ロビンソン |
| 5                        | 二                       | J・ラフィーバー          | 両                       | C・オスティーンJ・ローズボロW・パーカーJ・ラフィーバーJ・ケネディM・ウィルスL・ジョンソンW・デービスR・フェアリー | 5                        | 一                       | B・パウエル              | 左                       | W・バンカーA・エチェバレンB・パウエルD・ジョンソンB・ロビンソンL・アパリシオC・ブレファリーP・ブレアーF・ロビンソン |
| 6                        | 左                       | L・ジョンソン            | 右                       | C・オスティーンJ・ローズボロW・パーカーJ・ラフィーバーJ・ケネディM・ウィルスL・ジョンソンW・デービスR・フェアリー | 6                        | 二                       | D・ジョンソン            | 右                       | W・バンカーA・エチェバレンB・パウエルD・ジョンソンB・ロビンソンL・アパリシオC・ブレファリーP・ブレアーF・ロビンソン |
| 7                        | 捕                       | J・ローズボロ            | 左                       | C・オスティーンJ・ローズボロW・パーカーJ・ラフィーバーJ・ケネディM・ウィルスL・ジョンソンW・デービスR・フェアリー | 7                        | 中                       | P・ブレアー              | 右                       | W・バンカーA・エチェバレンB・パウエルD・ジョンソンB・ロビンソンL・アパリシオC・ブレファリーP・ブレアーF・ロビンソン |
| 8                        | 三                       | J・ケネディ              | 右                       | C・オスティーンJ・ローズボロW・パーカーJ・ラフィーバーJ・ケネディM・ウィルスL・ジョンソンW・デービスR・フェアリー | 8                        | 捕                       | A・エチェバレン          | 右                       | W・バンカーA・エチェバレンB・パウエルD・ジョンソンB・ロビンソンL・アパリシオC・ブレファリーP・ブレアーF・ロビンソン |
| 9                        | 投                       | C・オスティーン          | 左                       | C・オスティーンJ・ローズボロW・パーカーJ・ラフィーバーJ・ケネディM・ウィルスL・ジョンソンW・デービスR・フェアリー | 9                        | 投                       | W・バンカー              | 右                       | W・バンカーA・エチェバレンB・パウエルD・ジョンソンB・ロビンソンL・アパリシオC・ブレファリーP・ブレアーF・ロビンソン |
| 先発投手                 | 先発投手                 | 先発投手                 | 投球                     | C・オスティーンJ・ローズボロW・パーカーJ・ラフィーバーJ・ケネディM・ウィルスL・ジョンソンW・デービスR・フェアリー | 先発投手                 | 先発投手                 | 先発投手                 | 投球                     | W・バンカーA・エチェバレンB・パウエルD・ジョンソンB・ロビンソンL・アパリシオC・ブレファリーP・ブレアーF・ロビンソン |
| C・オスティーン          | C・オスティーン          | C・オスティーン          | 左                       | C・オスティーンJ・ローズボロW・パーカーJ・ラフィーバーJ・ケネディM・ウィルスL・ジョンソンW・デービスR・フェアリー | W・バンカー              | W・バンカー              | W・バンカー              | 右                       | W・バンカーA・エチェバレンB・パウエルD・ジョンソンB・ロビンソンL・アパリシオC・ブレファリーP・ブレアーF・ロビンソン |

### 第4戦 10月9日
- メモリアル・スタジアム（メリーランド州ボルチモア）

|                          | 1 | 2 | 3 | 4 | 5 | 6 | 7 | 8 | 9 | R | H | E |
| ------------------------ | - | - | - | - | - | - | - | - | - | - | - | - |
| ロサンゼルス・ドジャース | 0 | 0 | 0 | 0 | 0 | 0 | 0 | 0 | 0 | 0 | 4 | 0 |
| ボルチモア・オリオールズ | 0 | 0 | 0 | 1 | 0 | 0 | 0 | 0 | X | 1 | 4 | 0 |

1. 勝利：デーブ・マクナリー（1勝）
2. 敗戦：ドン・ドライスデール（2敗）
3. 本塁打
BAL：フランク・ロビンソン2号ソロ
4. 審判
［球審］ジョン・ライス（AL）
［塁審］一塁: メル・スタイナー（NL）、二塁: カル・ドラモンド（AL）、三塁: ビル・ジャッコウスキー（NL）
［外審］左翼: ネスター・チャイラク（AL）、右翼: クリス・ペレコダス（NL）
5. 試合時間: 1時間45分  観客: 5万4458人
詳細: MLB.com Gameday / Baseball-Reference.com

| ロサンゼルス・ドジャース | ロサンゼルス・ドジャース | ロサンゼルス・ドジャース | ロサンゼルス・ドジャース | ロサンゼルス・ドジャース                                                                                          | ボルチモア・オリオールズ | ボルチモア・オリオールズ | ボルチモア・オリオールズ | ボルチモア・オリオールズ | ボルチモア・オリオールズ                                                                                                |
| ------------------------ | ------------------------ | ------------------------ | ------------------------ | --- | ------------------------ | ------------------------ | ------------------------ | ------------------------ | --- |
| 打順                     | 守備                     | 選手                     | 打席                     | D・ドライスデールJ・ローズボロW・パーカーJ・ラフィーバーJ・ケネディM・ウィルスT・デービスW・デービスL・ジョンソン | 打順                     | 守備                     | 選手                     | 打席                     | D・マクナリーA・エチェバレンB・パウエルD・ジョンソンB・ロビンソンL・アパリシオC・ブレファリーR・スナイダーF・ロビンソン |
| 1                        | 遊                       | M・ウィルス              | 両                       | D・ドライスデールJ・ローズボロW・パーカーJ・ラフィーバーJ・ケネディM・ウィルスT・デービスW・デービスL・ジョンソン | 1                        | 遊                       | L・アパリシオ            | 右                       | D・マクナリーA・エチェバレンB・パウエルD・ジョンソンB・ロビンソンL・アパリシオC・ブレファリーR・スナイダーF・ロビンソン |
| 2                        | 中                       | W・デービス              | 左                       | D・ドライスデールJ・ローズボロW・パーカーJ・ラフィーバーJ・ケネディM・ウィルスT・デービスW・デービスL・ジョンソン | 2                        | 中                       | R・スナイダー            | 左                       | D・マクナリーA・エチェバレンB・パウエルD・ジョンソンB・ロビンソンL・アパリシオC・ブレファリーR・スナイダーF・ロビンソン |
| 3                        | 右                       | L・ジョンソン            | 右                       | D・ドライスデールJ・ローズボロW・パーカーJ・ラフィーバーJ・ケネディM・ウィルスT・デービスW・デービスL・ジョンソン | 3                        | 右                       | F・ロビンソン            | 右                       | D・マクナリーA・エチェバレンB・パウエルD・ジョンソンB・ロビンソンL・アパリシオC・ブレファリーR・スナイダーF・ロビンソン |
| 4                        | 左                       | T・デービス              | 右                       | D・ドライスデールJ・ローズボロW・パーカーJ・ラフィーバーJ・ケネディM・ウィルスT・デービスW・デービスL・ジョンソン | 4                        | 三                       | B・ロビンソン            | 右                       | D・マクナリーA・エチェバレンB・パウエルD・ジョンソンB・ロビンソンL・アパリシオC・ブレファリーR・スナイダーF・ロビンソン |
| 5                        | 二                       | J・ラフィーバー          | 両                       | D・ドライスデールJ・ローズボロW・パーカーJ・ラフィーバーJ・ケネディM・ウィルスT・デービスW・デービスL・ジョンソン | 5                        | 一                       | B・パウエル              | 左                       | D・マクナリーA・エチェバレンB・パウエルD・ジョンソンB・ロビンソンL・アパリシオC・ブレファリーR・スナイダーF・ロビンソン |
| 6                        | 一                       | W・パーカー              | 両                       | D・ドライスデールJ・ローズボロW・パーカーJ・ラフィーバーJ・ケネディM・ウィルスT・デービスW・デービスL・ジョンソン | 6                        | 左                       | C・ブレファリー          | 左                       | D・マクナリーA・エチェバレンB・パウエルD・ジョンソンB・ロビンソンL・アパリシオC・ブレファリーR・スナイダーF・ロビンソン |
| 7                        | 捕                       | J・ローズボロ            | 左                       | D・ドライスデールJ・ローズボロW・パーカーJ・ラフィーバーJ・ケネディM・ウィルスT・デービスW・デービスL・ジョンソン | 7                        | 二                       | D・ジョンソン            | 右                       | D・マクナリーA・エチェバレンB・パウエルD・ジョンソンB・ロビンソンL・アパリシオC・ブレファリーR・スナイダーF・ロビンソン |
| 8                        | 三                       | J・ケネディ              | 右                       | D・ドライスデールJ・ローズボロW・パーカーJ・ラフィーバーJ・ケネディM・ウィルスT・デービスW・デービスL・ジョンソン | 8                        | 捕                       | A・エチェバレン          | 右                       | D・マクナリーA・エチェバレンB・パウエルD・ジョンソンB・ロビンソンL・アパリシオC・ブレファリーR・スナイダーF・ロビンソン |
| 9                        | 投                       | D・ドライスデール        | 右                       | D・ドライスデールJ・ローズボロW・パーカーJ・ラフィーバーJ・ケネディM・ウィルスT・デービスW・デービスL・ジョンソン | 9                        | 投                       | D・マクナリー            | 右                       | D・マクナリーA・エチェバレンB・パウエルD・ジョンソンB・ロビンソンL・アパリシオC・ブレファリーR・スナイダーF・ロビンソン |
| 先発投手                 | 先発投手                 | 先発投手                 | 投球                     | D・ドライスデールJ・ローズボロW・パーカーJ・ラフィーバーJ・ケネディM・ウィルスT・デービスW・デービスL・ジョンソン | 先発投手                 | 先発投手                 | 先発投手                 | 投球                     | D・マクナリーA・エチェバレンB・パウエルD・ジョンソンB・ロビンソンL・アパリシオC・ブレファリーR・スナイダーF・ロビンソン |
| D・ドライスデール        | D・ドライスデール        | D・ドライスデール        | 右                       | D・ドライスデールJ・ローズボロW・パーカーJ・ラフィーバーJ・ケネディM・ウィルスT・デービスW・デービスL・ジョンソン | D・マクナリー            | D・マクナリー            | D・マクナリー            | 左                       | D・マクナリーA・エチェバレンB・パウエルD・ジョンソンB・ロビンソンL・アパリシオC・ブレファリーR・スナイダーF・ロビンソン |